# فازغين سافاريانتس
فازغين سافاريانتس (بالروسية: Вазген Григорьевич Сафарянц)‏ (مواليد 1984) هو ملاكم بيلاروسي، مثّل بلاده في الألعاب الأولمبية الصيفية 2012.

## روابط خارجية
فازغين سافاريانتس على موقع أوليمبيديا (الإنجليزية)